# Formato legível por humanos

O ISBN representado como um código de barras EAN-13 na forma legível (os números) e na forma lida por máquinas (as barras)

Um meio legível para humanos ou um formato legível por humanos é uma representação de informação que pode ser lida de modo natural por humanos em comparação a informação legível para máquinas.
Em computação dados legíveis para humanos são codificados em textos ASCII ou Unicode ao invés da representação binária. Todos os dados podem ser interpretados por uma máquina ou computador devidamente preparados, razão pela qual questões de espaço e eficiência de acesso são considerados mais importantes que o uso de formatos de texto legível.